# Shaun, vita da pecora
Shaun, vita da pecora (Shaun the Sheep) è una serie animata britannica in stop-motion prodotta dalla Aardman Animations e HiT Entertainment, trasmessa per la prima volta in Regno Unito nel 2007 sul canale CBBC. La serie è uno spin-off dei cortometraggi animati di Wallace e Gromit, incentrato sulla pecora Shaun, personaggio minore del cortometraggio Una tosatura perfetta (1996).

## Creazione
La serie è nata come uno spin-off dei fortunati cortometraggi animati sulla coppia Wallace e Gromit (due volte premiati con il premio Oscar), incentrato sulla pecora Shaun, un personaggio minore del cortometraggio Una tosatura perfetta (A Close Shave, 1996), che nel corso del tempo ha ottenuto una popolarità crescente come soggetto di merchandising, soprattutto per la scuola (zainetti, lunchboxes), pur non avendo, all'epoca, una propria serie dedicata.

## Produzione
La prima stagione ha ricevuto un tale successo da procurare agli autori un premio Emmy, nella sezione "Children and Young People" (per festeggiarlo, la casa di produzione ha messo a disposizione un intero episodio di "Shaun" su YouTube). A febbraio 2009 è iniziata la produzione di un'altra stagione da 40 episodi: i primi 20 sono stati trasmessi in Gran Bretagna (canale CBBC) a partire dal 23 novembre 2009, in Italia dal 26 aprile 2010 sul canale satellitare Toon Disney. I restanti 20 episodi sono stati trasmessi sempre su CBBC.
In occasione delle Olimpiadi di Londra del 2012 la Aardman Animations ha prodotto una serie di 21 brevi episodi della durata di 1 minuto sullo sport, chiamata Championsheeps (Pecore vincenti in Italia), trasmessi in Italia da Rai 2.

## Dialoghi
La serie non ha dialoghi. Gli animali si esprimono attraverso i propri versi e i personaggi umani, visti dal punto di vista degli animali, emettono solo grugniti e borbottii incomprensibili, oltre ad avere fischi, urla e risate. Questo non ha impedito che la serie in DVD - uscita in Gran Bretagna - contenga comunque una sottotitolazione.

## Trama
La serie racconta della vita di una piccola fattoria della placida campagna inglese, vivacizzata dall'intraprendenza della pecora Shaun, che coinvolge le altre pecore e gli animali da cortile sempre in nuove avventure, con la frustrazione e talvolta la complicità del cane da pastore Bitzer, che dovrebbe mantenere l'ordine e invece spesso si fa coinvolgere dalle idee di Shaun, e la totale inconsapevolezza del contadino, che non ha alcuna idea di quanto accada nella sua fattoria, anche perché una fortissima miopia spesso gli confonde la percezione della realtà. Fra gli altri personaggi ricorrenti vi sono: i cattivi maiali che cercano di intromettersi negli eventi, allo scopo di guadagnare qualcosa di cui ingozzarsi, ma anche di disturbare la vita della fattoria; il postino, vittima del cane Bitzer che lo rincorre abbaiando; un toro gigantesco, protagonista di un episodio, ma anche guest star in altre puntate; una famiglia di extraterrestri, le galline oppure gli umani.

## Episodi

### Episodi diShaun, vita da pecora
| Stagione         | Episodi | Prima TV originale | Prima TV Italia | Note                                                                                          |
| ---------------- | ------- | ------------------ | --------------- | --------------------------------------------------------------------------------------------- |
| Prima stagione   | 40      | 2007               | 2007-2008       | Stagione divisa in 2 parti, di cui la prima trasmessa in primavera e la seconda in autunno    |
| Seconda stagione | 40      | 2009-2010          | 2010            | Stagione divisa in 2 parti, di cui la prima trasmessa nel 2009 e la seconda nel 2010          |
| Pecore vincenti  | 21      | 2012               | 2012            | Episodi speciali dalla durata di un minuto creati in occasione delle Olimpiadi di Londra 2012 |
| Terza stagione   | 20      | 2013               | 2014            |                                                                                               |
| Quarta stagione  | 30      | 2014               | 2016            |                                                                                               |
| Quinta stagione  | 20      | 2016               | 2019            |                                                                                               |
| Sesta stagione   | 20      | 2020               | 2020            |                                                                                               |
| Settima stagione | 20      | 2025               | 2025            |                                                                                               |

## Personaggi

### Principali
- Shaun: è una pecora suffolk e leader del suo gregge con quale vive alla Mossy Bottom Farm. Ha sempre la soluzione per ogni problema anche se non di rado si caccia nei guai con il gregge, facendo infuriare Bitzer.
- Bitzer: è il cane da pastore (probabilmente un incrocio fra un labrador e un pastore tedesco) e migliore amico di Shaun. È il solo che si accorge dei disastri che causano le pecore e, se ancora in tempo, cerca sempre di fermarle o in alternativa di rimediare ai loro danni.
- Il Contadino (the Farmer): è il proprietario della fattoria e nonostante sia spesso presente non si accorge mai degli disastri che causano le pecore o gli altri animali. Sporadicamente cerca di distrarsi un po' dallo stile campagnolo, facendo cose che non sono adatte a un uomo come lui e dalla seconda stagione si mette insieme ad una donna di città. Possiede un trattore e un furgoncino entrambi blu, è miope e nel film si scopre il suo nome: Mr. X.
- Il Gregge: sono le pecore che seguono Shaun nelle sue avventure e sono tutte uguali, tranne 6 che si distinguono:
  - Shirley: è la pecora più grossa del gregge e la più lenta ma anche la più forte. Nel suo vello sono nascosti gli oggetti più disparati (soprattutto cibo) e passa la maggior parte del tempo a dormire.
  - Timmy: è un agnellino dall'aspetto adorabile, che però si caccia spesso nei guai.
  - Madre di Timmy: è una pecora che si caratterizza per i bigodini sempre in testa e per la costante apprensione materna nei confronti dell'incontrollabile figlio. Anche lei come Shaun guida il trattore per delle emergenze, ma solo in alcuni casi.
  - Nuts: è una pecora riconoscibile dagli occhi storti ed è la più stupida del gregge. Nel suo corpo si trovano gli oggetti più disparati, spesso estratti dalle pecore in vari episodi.
  - I gemelli: sono due pecore che stanno sempre insieme e non si separano mai l'una dall'altra tranne in un episodio dove litigano e Shaun cercherà di farle riappacificare.
- I Maiali (The Naughty Pigs): vivono in un porcile confinante con il campo delle pecore. Dispettosi per natura, cercano sempre creare disordine e disturbare Shaun e le altre pecore, anche se queste rendono sempre loro pan per focaccia.
- Il Gatto: nemico di tutti gli animali, vuole essere l'unico destinatario delle attenzioni del contadino.
- Le galline: vivono nell'aia della fattoria. Sono iperprotettive nei confronti delle loro uova.
- Il gallo: capo del pollaio, ha un'accesa rivalità con Shaun perché sono i leader delle loro rispettive zone. Compare solo nella sigla
- I tori: sono due giallastro che viene visto per le prime stagioni, venendo sostituito da uno nero.
- I vicini, abitanti della fattoria limitrofa.

### Modifiche
Le fattezze di alcuni personaggi sono variate a partire dall'episodio 41 e sono state mantenute fino all'episodio 80:
- Bitzer ha il corpo ricoperto di pelliccia;
- Il Gatto ha ricevuto il nome Pidsley ed è stato totalmente rimodellato con l'aggiunta di due denti enormi che lo fanno assomigliare ad uno smilodonte.
- Il contadino è stato rimodellato aggiungendogli un nuovo tipo di occhiali e le unghie sulle mani e sui piedi.

## Colonna sonora
La canzone della sigla di apertura della serie, cantata da Vic Reeves, è stata distribuita nel 2007 in versione estesa con il titolo Life's a Treat su CD singolo contenente sette versioni differenti.

## Videogiochi
La D3 Publisher ha pubblicato due videogiochi su Nintendo DS basati sulla serie: nel 2008 Shaun, vita da pecora e nel 2009 Shaun, vita da pecora: Un diavolo per capello.
Shaun è apparso come costume del "Fungo ?" in Super Mario Maker.
Shaun insieme a Shirley, Timmy e la madre di quest'ultimo compaiono come "special guest" in numerosi eventi del gioco on-line della Bigpoint Farmerama.

## Film
Nel gennaio 2011, la BBC annunciò che la Aardman Animations e HiT Entertainment, insieme alla StudioCanal e alla TriStar Pictures, avrebbe lavorato ad un film, Shaun, vita da pecora - Il film, basato sulla serie e pubblicato il 6 febbraio 2015. Il film è uscito in Italia il 12 febbraio 2015. DVD, Blu Ray e digital download sono disponibili dal 2 luglio 2015.

## Spin-off
La saga ha avuto dall'aprile 2009 un ulteriore spin-off: Timmy è il protagonista di una serie dedicata, dal titolo: Piccolo grande Timmy, in originale "Timmy Time". trasmesso su canali per bambini anche in Italia e a seguire Shaun The Sheep - Pecore Vincenti trasmesso in Italia su Rai 2 in occasione dei Giochi Olimpici di Londra 2012 a partire dal 27 luglio dello stesso anno.